# Солов'є
Солов'є (біл. Солаўе) — село в складі Оршанського району розташоване у Вітебській області Білорусі. Село входить до складу Андрєєвщинської сільської ради.
Село розташоване на півночі Білорусі, в південно-східній частині Вітебської області.